# Strig
Stríg je deformacija teles, pri kateri leži sila vzporedno s ploskvijo, na katero prijemlje. Silo uravnovesi nasprotno enaka sila na nasprotni ploskvi, navor dvojice sil pa uravnovesi nasprotno enak navor dvojice sil v smeri pravokotno na prvo dvojico sil. Pri tovrstni obremenitvi se prostornina telesa ne spremeni znatno. Zgled strižne deformacije je vzvoj (torzija). 
Kakor za nateg in stisk, velja tudi za strig Hookov zakon. Strižno napetost τ v snovi povzroča dvojica sil. Razmerje med strižno napetostjo in strižno deformacijo γ je strižni modul, ki ga navadno označujemo s črko G:
{\displaystyle \tau =G\gamma \!\,.}
Za majhne strižne deformacije velja:
{\displaystyle {\frac {a}{h}}=\mathrm {tg} \,\gamma \approx \gamma \!\,.}
Strižni modul v elastičnem območju s prožnostnim modulom približno povezuje zveza:
{\displaystyle G={\frac {E}{2(1+\mu )}}\!\,.}
Pri tem sta E prožnostni modul in μ Poissonovo število.